# Kassandra
Kassandra es una telenovela venezolana producida por RCTV y distribuida por Coral Pictures. Comenzó sus emisiones el 30 de septiembre de 1992 y finalizó el 10 de mayo de 1993 tras 150 episodios emitidos, es considerada una de las 5 telenovelas más famosas e influyentes de la historia. La historia gira en torno a una mujer joven, Kassandra, que crece en un circo ambulante entre muchos romaníes . Ella piensa que está conectada con el subgrupo étnico sin saber que, de hecho, es la nieta de un rico terrateniente de cuyo hijastro se enamora desesperadamente. Este amor culmina cuando todos alrededor de Kassandra descubren secretos ocultos.
Protagonizada por Coraima Torres y Osvaldo Ríos, y con las participaciones antagónicas de Henry Soto, Nury Flores y Loly Sánchez. 
La telenovela está basada en la novela Peregrina, original de la escritora Delia Fiallo, que también se encargó de la adaptación y su ambientación se dio en el Mérida, Venezuela. 

## Éxito
Kassandra fue una de las muchas telenovelas escritas por Delia Fiallo, su éxito internacional influye en toda Latinoamérica, e incluyendo a toda Iberoamérica, con gigantes niveles de audiencia. El éxito mundial devino porque en los países en guerra, al ser emitida dicha telenovela, esta se detenía, al igual que con la telenovela Esmeralda dichos países como Bosnia y Serbia, empezaron a pedir la transmisión de dichas telenovelas y las adoptaron como un patrimonio cultural, Kassandra es también considerada la telenovela hispanohablante más famosa en Europa y Asia, en donde se realizaron adaptaciones de esta. Siendo vista por más de 180 países entre América, Asia, África y Europa y traducida a más de 20 idiomas se le considera a la par de producciones como la colombiana Yo soy Betty, la fea, Kassandra rompió el Récord Guinness 1992 en este género.

## Sinopsis
En 1974 Andreína Arocha, única hija de Alfonso Arocha, uno de los hombres más poderosos y adinerados de la región andina venezolana, se deslumbra por la magia del circo que llega a su ciudad. Vive además con Herminia, su malhumorada y ambiciosa madrastra. Herminia, que tiene dos hijos gemelos de su primer matrimonio, está interesada en la fortuna de su marido Alfonso al cual ella no ama y le es indiferente a su hijastra.
Andreína está enamorada del Dr. Ernesto Rangel, un joven médico y amigo de su padre que tiene propósitos más ambiciosos por el cual desea ir a realizar un posgrado en España. Es él quien diagnostica que Andreína padece de una enfermedad mortal, Leucemia según parece, y cuenta con poco más de un año de vida. Sabiendo que Andreína está enamorada del médico, Don Alfonso le pide a Ernesto que se case con su hija antes de morir y que luego se vaya a España. Así sucede y Ernesto por sorpresa se enamora de ella. Pero luego Andreína queda embarazada, lo cual acelera la enfermedad. Andreína da a luz a una rozagante niña y muere después del parto. Ernesto, destruido por la muerte de Andreína decide cumplir su cometido de irse a España para profundizar sus estudios de medicina, dejando a su pequeña niña a cargo de su suegro hasta regresar en un lapso de 2 años. Sin embargo, el destino cruel tenía preparada otra mala jugada, Ernesto muere trágicamente cuando el avión en el que viajaba a Caracas se precipita a tierra y no hay supervivientes.
Herminia planeaba quedarse con la fortuna y todo lo de su esposo para dárselo a sus hijos, en especial a uno de ellos que siempre fue muy enfermizo y seguramente no haría una profesión que le permitiera costear lujos y comodidades; decide entonces, junto a Matías Osorio, el capataz de la hacienda, deshacerse de la niña, aprovechándose de la ausencia de Alfonso quien se encontraba en Caracas por los asuntos del trágico suceso con Ernesto. Sabiendo que en el campamento de los gitanos acaba de morir una niña recién nacida, decide cambiar a las bebés y así podría obtener la herencia. La niña muerta es la nieta de la gitana Dorinda, la misma que predijo el futuro de Andreína un año atrás: los bebés se intercambian y el circo se marcha del pueblo, dejando tras de sí un oscuro secreto que pocos conocen.
Los años pasan (aproximadamente 20 años) y Kassandra, la hija de Andreína y Ernesto, se convirtió en una hermosa jovencita. En su comunidad tribal siempre fue tildada de extraña, pues no tenía aspecto de gitana: ojos azules como un cielo sin nubes, la piel clara como la flor de lirio, el cabello negro de ébano que debía ser rizado constantemente pues era tan lacio que deslizaba suavemente en la hebras de cualquier cepillo. Según la tradición gitana, la mujer que la crio, su abuela Dorinda se supone, la comprometió en matrimonio cuando era una niña con Randú, un joven rudo quien es ahora el líder de la tribu, El Char.
El circo regresa al pequeño poblado andino después de 18 años. Durante la primera noche de los gitanos en la ciudad, en el desfile inaugural por la avenida principal, mientras las danzas se hacen dueñas de la alegría de los lugareños, Kassandra atrae los ojos de otro hombre. Sus ojos se encuentran y se quedan encerrados en una atracción mutua. Ese hombre termina siendo justamente uno de los hijos de la mezquina de Herminia. Una serie de encuentros fortuitos les va uniendo: en una feria, en un mercado, o bajo un cielo estrellado en la soledad de la montaña, donde comparten un momento mágico. Al día siguiente, sin embargo, ese hombre desaparece y Kassandra no vuelve a verle por varios días. Y cuando le vuelve a ver le pide lo que antes no había hecho: su nombre. Él le dice Ignacio Contreras, sin embargo, esta vez no parece el mismo, Kassandra lo nota cambiado, sus ojos parecen no mirarla como antes y eso le preocupa pues piensa que solo ha sido un juego para él. Y es que en verdad Kassandra no estaba del todo equivocada. Ignacio se da cuenta de que desde la llegada del circo y los gitanos al pueblo su madre Herminia está inquieta y preocupada. Herminia sabe que esa gitana blanca es la hija de Andreína y tiene que impedir que la chiquilla sea vista por Alfonso o cualquiera que haya conocido a Andreína; la razón de tan terrible temor era que Kassandra era el vivo retrato de su difunta madre. Ignacio va atando cabos e investiga dándose cuenta de la verdad; decide enamorar a Kassandra y le cuenta todo a su madre pues se trata de un plan: están seguros de que el verdadero origen de la gitana saldrá a la luz y la única forma de no salir perdiendo es que él se case con Kassandra y poder echar mano de la fortuna después. Y así fue, Alfonso vio a la gitana y supo de inmediato que su nieta no había muerto como le habían hecho creer y enfrentó a Herminia para que le dijera todo. Y justo como le había dicho su hijo, lo único que impidió que fuera echada de la casa fue el supuesto amor entre Ignacio y Kassandra. Alfonso no le quedó más remedio que aceptar tan desagradable unión, pero antes Alfonso va al circo a hablar con Dorinda, quien acepta el nuevo destino de Kassandra, pero exige ser llevada con su nieta a la hacienda. Alfonso también habla con Randú, y aun cuando él sabía la verdad por boca de Dorinda, se niega a dejar ir a Kassandra, pero Alfonso amenaza con revelar a la policía todo lo ocurrido y Randú no tiene más remedio que cancelar la boda con su "princesa".
Kassandra se va a la casa con su abuelo y Dorinda y se inician los preparativos del matrimonio con Ignacio; la primera noche de bodas, en una propiedad de la familia en la costa, a varias horas de los Andes, Kassandra descubre la verdad por boca de Ignacio, añadiendo que solo está con ella por su herencia, que él jamás sería capaz de enamorarse de una mujer de baja calaña, de una "saltinbanqui" como le llamaban en casa de los Arocha de forma despectiva; y luego este sale a caminar por la playa pero es misteriosamente asesinado, Kassandra aprovecha la oportunidad para escapar y regresar con su abuelo a los Andes. Al sitio del crimen llega Luis David Contreras, el hermano gemelo de Ignacio. Decide cobrar venganza, pues cree que la esposa de su hermano fue quien lo mató, Luis David regresa y asume la identidad de Ignacio. Sus sospechas caen sobre Kassandra, la bella gitana que él vio el día que llegó el circo al pueblo un año atrás y con la que estuvo aquella noche en la montaña, fue de él quien se enamoró Kassandra y no de Ignacio.
Solo Rosaura Osorio, la hija de Matías y sirvienta de la familia Arocha, conocía la verdad; sabía que el Ignacio que había regresado era realmente Luis David, y era así pues fue ella la asesina verdadera. Rosaura había tenido un romance con Ignacio hace varios años, cuando eran adolescentes, y de cuyo idilio nació una niña que la misma Rosaura dejó en las puertas de la casa Arocha para que fuera criada como miembro de la familia; esa niña era Isabel "Chabelita", una jovencita de 16 años, mimada y repugnantemente malcriada que odiaba a Rosaura pero adoraba a Ignacio sin saber su verdadero origen. Herminia había hecho un viaje al extranjero para que Alfonso olvidara lo sucedido, por lo cual no pudo darse cuenta de que quien había regresado a la casa no era Ignacio sino Luis David. Ignacio era la luz de los ojos de Herminia, reconocía a sus hijos mejor que nadie, y esto facilitó el trabajo de Luis David por saber la verdad, pero todo lo empujaba a creer que era Kassandra la verdadera culpable del crimen de su hermano, también porque Rosaura hábilmente colocaba todo lo que podía incriminar a Kassandra, la cual estaba embarazada. Kassandra volvió a notar el cambio de su marido, lo vio como al principio, como cuando lo conoció y de alguna manera se revivió el romance. Sin embargo no duraría mucho, Herminia regresó a la casa sin previo aviso, y justo el día en que Alfonso había citado al notario, los abogados y a toda la familia para aclarar públicamente el verdadero origen de Kassandra. Herminia al ver todo el revuelo sospecha de lo que quiere Alfonso y despide al notario y a los abogados de la casa para que no se haga nada. Herminia ve a su hijo y le pregunta por Ignacio, lo cual extraña a todos pues están creyendo que el que está con ellos es Ignacio. Herminia insiste que el que está con ellos es Luis David; es entonces cuando Rosaura aprovecha y emplaza a Luis David para que este diga toda la verdad, una verdad que ha manipulado Rosaura a su antojo. Luis David revela que Ignacio fue asesinado la misma noche de su boda y que todo parece culpar a Kassandra; Herminia no puede aguantar su dolor e ira y se encima en contra de Kassandra la cual es defendida por su abuela gitana Dorina y su tía Gema, la tía materna de la difunta Andreína. Pero Alfonso, ante tanta tensión y confusión, cae al suelo víctima de un accidente cerebrovascular (ACV) Herminia, influenciada por Rosaura, formalmente hace la denuncia contra Kassandra y esta va a parar a la cárcel.
El abogado que toma su caso, Manrique Alonso, logra sacar a Kassandra de prisión momentáneamente por no haber pruebas contundentes en su contra, pero tanta angustia por lo ocurrido hicieron que Kassandra diera a luz antes de tiempo. Nació un niño frágil, débil, con poca salud, el cual falleció a las pocas semanas, Kassandra le hecha la culpa de la muerte de su hijo a Luis David. Al poco tiempo fallece también Alfonso Arocha y Kassandra y Gema quedan desamparadas; Herminia queda dueña y señora de toda la fortuna Arocha; Kassandra y Gema son recibidas por Randú quien vendió el circo y con parte de una fortuna acumulada por años compra un hotel cinco estrellas en el centro del pueblo. Kassandra en ese lapso ayuda con la administración del hotel y surge en Randú una nueva esperanza de conquistar su amor, Kassandra inicia un romance con un cantante español que llega a Venezuela pero este la deja, pues Luis David enfrentó al cantante, lo que le causa mucha molestia, Kassandra decide comenzar de nuevo, a pesar de que ella sigue amando a Luis David, y planea casarse con Manrique Alonso pero la boda fue interrumpida por Luis David y Kassandra acepta casarse con este.
En último momento, gracias a los esfuerzos de Randú, salen a la luz nuevas declaraciones de testigos que hacen ver la culpabilidad de Rosaura, además de una carta que Don Alfonso había escrito con dificultad días antes de morir. Herminia, ante los últimos acontecimientos, decide reconsiderar su posición ante Rosaura y su nieta Chabela. Rosaura, llena de ira, le grita en su cara que si fue ella la asesina de su adorado hijo Ignacio, y en un terrible forcejeo entre ellas Rosaura empuja a Herminia contra el suelo y esta queda inconsciente por un fuerte golpe en la cabeza. Kassandra queda libre de toda sospecha y Rosaura es encarcelada y llevada a juicio. En la primera audiencia ante el juez, Rosaura, en un acto desesperado, toma del estrado el arma con la que mató a Ignacio, que estaba como parte de las pruebas en su contra, y amenaza a Kassandra, que estaba en la sala junto a Randú y otros interesados en el caso, y Randú se interpone cuando Rosaura dispara y lo mata. Al salir de la sala, Kassandra y Luis David deben ir rápidamente al hospital pues Herminia ya está muriendo y confiesa su arrepentimiento por todos sus crímenes, en especial por haberla separado de su verdadera familia, de su abuelo; luego después de pocos días Herminia exhala su último aliento... Chabela es expulsada de la casa por Luis David debido a sus maldades y mal comportamiento. Kassandra recibe toda su herencia y reconocida ante la ley como Kassandra Rangel Arocha, hija de Ernesto Rangel y Andreína Arocha, nieta de Alfonso Arocha. Kassandra y Luis David por fin unen sus vidas en matrimonio al Igual que Gema y Roberto, ambas parejas viven felices para siempre por el resto de sus vidas.

## Reparto
- Coraima Torres - Kassandra Rangel / Andreína Arocha Salazar[2]
- Osvaldo Ríos - Luis David Contreras / Ignacio Contreras
- Henry Soto - Randú
- Nury Flores - Herminia de Arocha
- Raúl Xiqués - Alfonso Arocha
- Cecilia Villarreal - Gema Salazar
- Esperanza Magaz - Dorinda
- Loly Sánchez - Rosaura Osorio
- Alexander Milic  - Matías Osorio
- Carmencita Padrón - Ofelia Alonso
- Roberto Moll - Manrique Alonso
- Manuel Escolano - Roberto Alonso
- Fernando Flores + - Simón
- Juan Frankis - Marcelino
- Carlos Arreaza - Tomás, el payaso "Nicolasín"
- Erika Medina - Isabel Osorio "Chabela"
- Hylene Rodríguez - Lilia Rosa Alonso
- Iván Tamayo - Héctor Quintero
- Verónica Cortez - Yaritza
- Haydée Balza
- Rafael Romero - Glinka
- Mimi Sills - Elvira Alonso
- Miguel de León - Ernesto Rangel
- Laura Brey
- Saúl Martínez - Doctor
- Nelly Prigoryan - Verushka
- Lupe Barrado
- Ron Duarte
- Pedro Durán - Calunga
- Eduardo Gadea Pérez - Juez
- Margarita Hernández - Norma De Castro
- María Hinojosa  - Lázara
- Félix Landaeta - El juez Carrión
- José Oliva - El juez Olivera
- Frank Moreno
- Julio Mujica
- Carlos Omaña
- Dilia Waikkarán - Narradora

## Premios
- Premios de Oro (1993) - Mejor Telenovela Ganadora[3]

## Versiones
Kassandra está basada en la novela Peregrina de Delia Fiallo, que originalmente era un libreto para radionovela. Otras versiones que se han realizado son:
- Peregrina, telenovela venezolana producida por Venevisión en 1973, dirigida por Grazio D'Angelo y protagonizada por Rebeca González, José Bardina y José Luis Silva en el personaje de Randú.  Curiosamente, Esperanza Magaz interpretó el mismo personaje tanto en ésta como en Kassandra, según solicitud, de la escritora.

- La Muchacha Del Circo, miniserie venezolana producida por RCTV en 1988, dirigida por Tito Rojas y protagonizada por Catherine Fulop, Fernando Carrillo y Miguel Alcántara en el personaje de Randú. pero por problemas jurídicos, esta se interrumpió, y luego se trasmitió como miniserie.

- Peregrina, telenovela mexicana producida por Televisa en 2005-2006 de la mano de Nathalie Lartilleux, dirigida por Miguel Córcega y Víctor Rodríguez, y protagonizada por África Zavala y Eduardo Capetillo.

- La telenovela también fue rehecha en Rusia en 2008 como Принцесса цирка (Princesa del Circo).